# Col·lagen tipus VI
El col·lagen tipus VI és una forma de col·lagen principalment associada amb la matriu extracel·lular del múscul esquelètic.
Està associat amb els gens COL6A1, COL6A2 i COL6A3.
Els seus defectes estan associats amb la miopatia de Bethlem i la distròfia muscular congènita d'Ullrich.